# Melibea

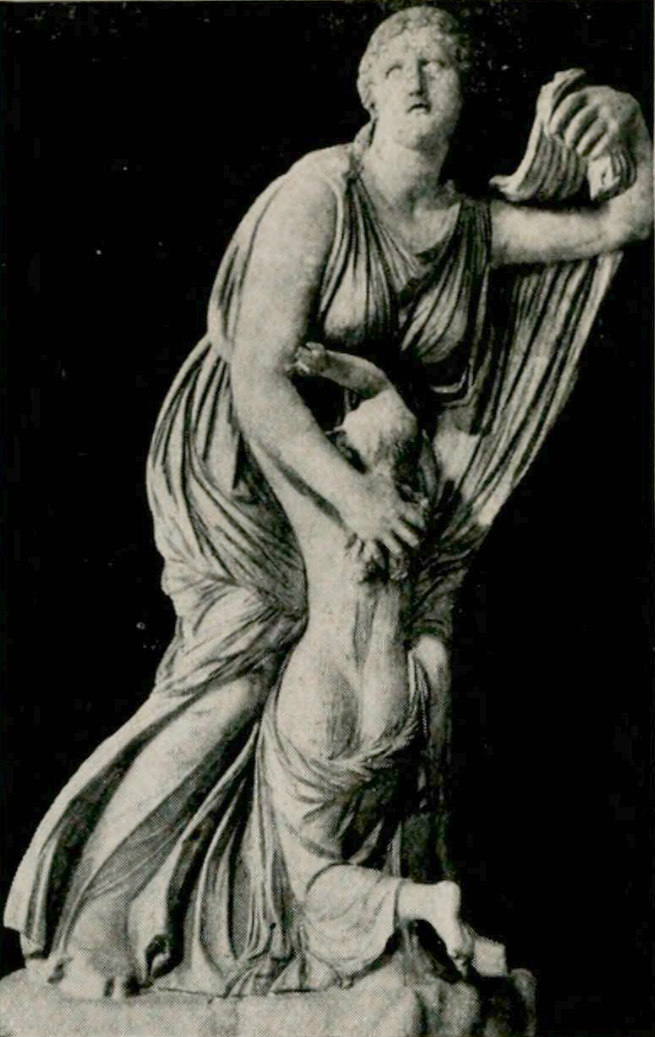
Grupo escultórico de Níobe: ella y su hija Melibea (ca. 400 - ca. 300 a. C., tal vez obra de un alumno de Praxíteles).

En la mitología griega, Melibea (en griego Μελίβοια, Melíboia) es una de las hijas de Anfión y Níobe, y por tanto una de las Nióbides. Cuando su madre se mofó de Leto porque ésta sólo tenía dos hijos mientras que ella tenía una vasta prole, los hijos de Leto —Apolo y Artemisa— mataron con sus flechas a todos los hijos de Níobe menos a Melibea. Esta, después de la muerte de sus hermanos pasó a llamarse Cloris.
Apolodoro nos da su versión:
«De éstos sólo se salvó Anfión, y de las doncellas, Cloris, la mayor, con la cual se casó Neleo. Según Telesila se salvaron Amiclas y Melibea, pues Anfión también habría muerto flechado por ellos».
Pausanias da la narración más extensa al respecto:
«La estatua de la muchacha que está junto a la diosa la llaman Cloris, y dicen que es hija de Níobe, y que originariamente se llamaba Melibea. Cuando fueron muertos por Artemisa y Apolo los hijos de Anfión, ésta fue la única de los hermanos que sobrevivió juntamente con Amiclas, y sobrevivieron por haber suplicado a Leto. A Melibea el temor la hizo palidecer, y así permaneció el resto de su vida, de modo que por lo sucedido recibió el nombre de Cloris en lugar de Melibea. Los argivos dicen que estos construyeron originalmente el templo de Leto; pero yo —que me adhiero más que los demás a la poesía de Homero— creo que no sobrevivió ninguno de los hijos de Níobe. Así Homero sabía que la casa de Anfión fue destruida desde sus cimientos».
Nótese que Pausanias realiza un juego de palabras entre «Cloris» (de color «verde pálido») y «palidecer».